# Brachyolene brunnea
Brachyolene brunnea es una especie de escarabajo de la familia Cerambycidae. Fue descrita por Per Olof Christopher Aurivillius en 1914. Se distribuyen en la República Centroafricana y en Camerún.